# 356 a.C.

## Eventos
- 106a olimpíada: Poro de Cirene, vencedor do estádio pela segunda vez. Ele havia vencido na olimpíada anterior.[1]
- Instituição do cargo de pretor na República de Roma.
- Marco Fábio Ambusto, pela segunda vez, e Marco Popílio Lenas, pela segunda vez, cônsules romanos.
- Caio Márcio Rutilo foi nomeado ditador, o primeiro plebeu a alcançar a posição. Ele escolhe Caio Pláucio Próculo como mestre da cavalaria, também o primeiro plebeu a alcançar a posição.
- 21 de julho - Heróstrato incendeia e destrói o templo de Ártemis em Éfeso, uma das sete maravilhas do Mundo Antigo.

## Nascimentos
- 20 de julho - Alexandre, o Grande, na Macedónia.